# Обратная задача
Обратная задача — тип задач, часто возникающий во многих разделах науки, когда значения параметров модели должны быть получены из наблюдаемых данных.
Примеры обратных задач можно найти в следующих областях: геофизика, астрономия, медицинская визуализация, компьютерная томография, дистанционное зондирование Земли, спектральный анализ, теория рассеяния и задачи по неразрушающему контролю.
Обратные задачи являются некорректно поставленными задачами. Из трёх условий корректно поставленной задачи (существование решения, единственность решения и его устойчивость) в обратных задачах наиболее часто нарушается последнее. В функциональном анализе обратная задача представляется в виде отображения между метрическими пространствами. Обратные задачи обычно формулируются в бесконечномерных пространствах, но ограничение на конечность измерений и целесообразность вычисления конечного числа неизвестных параметров приводят к изменению задачи в дискретной форме. В этом случае используют метод регуляризации для того, чтобы избежать переобучения.

## Линейная обратная задача
Линейная обратная задача может быть описана в следующем виде:
{\displaystyle \ d=G(m)},
где {\displaystyle G} — линейный оператор, описывающий явные отношения между данными и параметрами модели, и представляющий собой физическую систему. В случае дискретной линейной обратной задачи, описывающей линейную систему, {\displaystyle d} и {\displaystyle m} являются векторами, что позволяет использовать следующее представление задачи:
{\displaystyle \ d=Gm},
где {\displaystyle G} является матрицей.

### Примеры
Примером линейной обратной задачи служит интегральное уравнение Фредгольма первого порядка.
{\displaystyle d(x)=\int \limits _{a}^{b}g(x,y)\,m(y)\,dy}
Для существенно гладкого {\displaystyle g} определённый выше оператор является компактным на таких банаховых пространствах, как Пространства {\displaystyle L^{p}}. Даже если отображение является взаимно однозначным, обратная функция не будет непрерывной. Таким образом, даже маленькие ошибки в данных {\displaystyle d} будут сильно увеличены в решении {\displaystyle m}. В этом отношении обратная задача по определению {\displaystyle m} из измеренных данных {\displaystyle d} будет являться некорректной.
Для получения численного решения необходимо аппроксимировать интеграл с помощью численного интегрирования и дискретных данных. Результирующая система линейных уравнений будет некорректно поставленной задачей.
Преобразование Радона также является примером линейной обратной задачи.

## Нелинейная обратная задача
В нелинейных обратных задачах ставятся более сложные отношения между данными и моделью, которые описываются уравнением:
{\displaystyle \ d=G(m).}
Здесь {\displaystyle G} представляет собой нелинейный оператор, который не может быть приведён к виду линейного отображения, переводящего {\displaystyle m} в данные. Линейные обратные задачи были полностью решены с теоретической точки зрения в конце XIX века, из нелинейных до 1970 года был решён только один класс задач — задача обратного рассеяния. Существенный вклад внесла российская математическая школа (Крейн, Гельфанд, Левитан).

## Международные научные журналы
- Inverse Problems
- Journal of Inverse and Ill-posed Problems
- Inverse Problems in Science and Engineering
- Inverse Problems and Imaging